# Jourdain de Séverac
Pour les articles homonymes, voir Séverac.
Jourdain de Séverac ou Jordan Catala, en latin Jordanus Catalanus, né vers 1280 et mort après 1330, est un pretre dominicain français, missionnaire et explorateur de l’Afrique et de l'Asie, connu surtout pour son Mirabilia Descripta décrivant les merveilles de ces terres inexplorées. Il fut sans doute évêque de Quilon en 1328.

## Sa vie

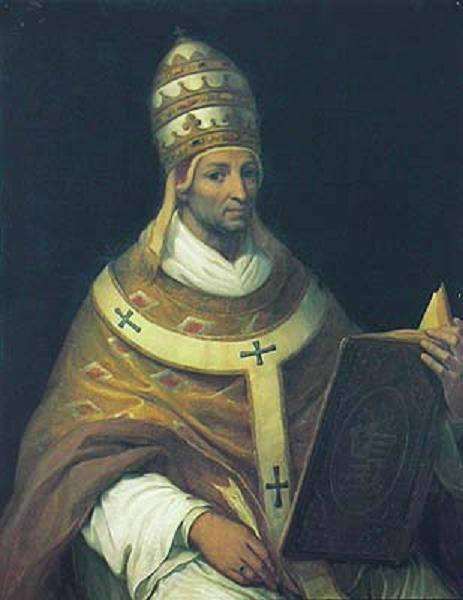
Le pape Jean XXII d’Avignon (1316 - 1334), de son nom Jacques Duèze ou d'Euse.

Catalan d'origine comme nous dit son nom, il est peut-être né à Sévérac-le-Château dans l’Aveyron (Severac del Castèl en occitan), peut-être dans une famille de notaires du même nom, à la fin du XIIIe siècle. Il résidait au monastère de Tabriz (en Perse). En octobre 1321 sa présence est attestée sur la côte occidentale de l’Inde, en compagnie de Thomas de Tolentino et d’autres missionnaires franciscains en route pour la Chine. Le mauvais sort les arrêta à Tana dans l’île de Salsette, près du Bombay actuel : là, quatre compagnons de Jourdain (les quatre martyrs de Thana, les italiens, Thomas de Tolentino, Jacques de Padoue, Pierre de Sienne et le géorgien Démétrius) furent massacrés, victimes de fanatiques musulmans (trois d'entre eux le 9 avril 1321 et Pierre de Sienne deux jours après).
Jourdain, ayant pu s’échapper, œuvra quelque temps à Baruch dans le Gujarât, près de l’estuaire de la Nerbudda, puis à Suali (?) près de Surate.
À ses frères dominicains de Tabriz, dans le nord Perse il écrivit deux lettres: la première de Gogo dans le Gujarât (le 12 octobre 1321), la seconde de Thana (le 24 janvier 1323/4), décrivant les progrès de sa mission ; il lançait à ses frères, un appel fervent à le rejoindre dans son travail d'évangélisation.
Grâce à ces lettres, l’on apprend que l’attention de Rome avait déjà été attirée, non seulement sur la région de Bombay, mais aussi sur l’extrême sud de péninsule Indienne, spécialement : Colombo, Quilon (ou Kulam) dans l'État du Travancore.
Jourdain avait appris de marchands catholiques que l’Éthiopie (i.e. Abyssinie et la Nubie) était accessible aux Occidentaux dès cette époque (l’on sait d’ailleurs, par d’autres sources, que les premiers missionnaires de rite latin venaient d’y pénétrer). Finalement, les Épîtres de Jourdain, comme la contemporaine Secreta de Marino Sanuto l’Ancien (1306-1321), poussèrent le pape à lever une flotte chrétienne pour l’océan Indien.[pertinence contestée]
Jourdain visita Kulam (ou Quilon) entre 1324 et 1328 (sinon probablement plus tôt), et la retint comme la meilleure base pour son travail futur d'évangélisation.
Il revint en Europe en 1328, passant par la Perse et la Crimée. Nommé évêque de Quilon (en) en 1328, un diocèse créé pour lui, et affecté par le pape Jean XXII d’Avignon, à la mer de Colombo en 1330. Avec le nouvel évêque de Samarcande, Thomas de Mancasola, Jourdain fut commis par le pape Jean, pour prendre l’attache de Jean de Cora, archevêque du sultanat de Perse, auquel la province de Kolam était rattachée. Il n'est pas certain qu'il ait jamais effectivement 'pris possession' de son diocèse. On ne connait rien de plus à son sujet, sinon que, d'après son Mirabilia... il aurait converti 10 000 personnes au christianisme.

## Son œuvre

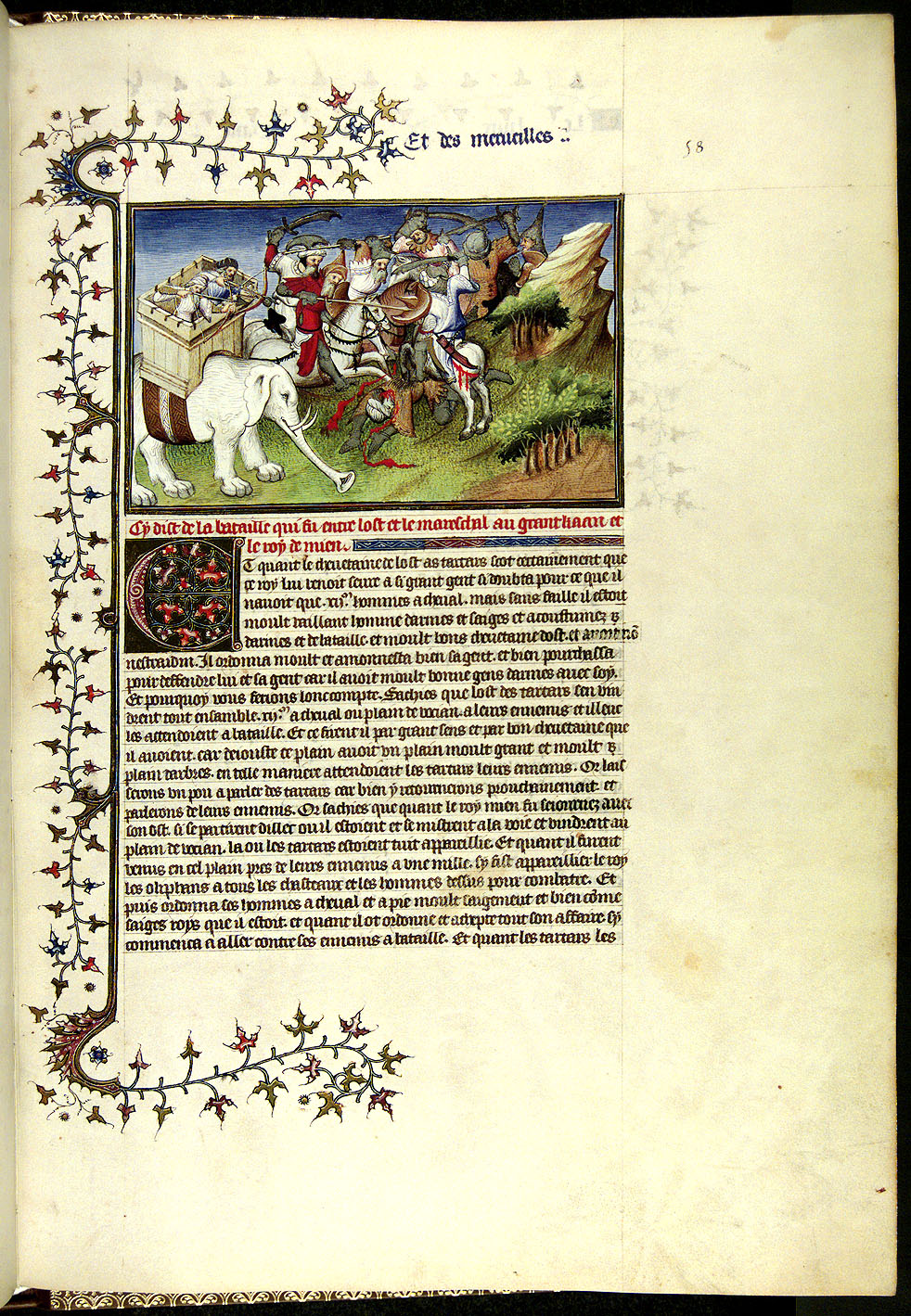
Une page du manuscrit Le Million de son contemporain, Marco Polo, 1254-1324.

Jourdain écrivit probablement son Mirabilia alors qu'il se trouvait au Malabar. Dans ses textes, il fournit une approche des régions, produits, climats, mœurs, coutumes, faune et flore des Indes ; la meilleure faite par aucun Européen au Moyen Âge — supérieure même, d’après les commentateurs, à celle de Marco Polo (1254-1324). Approche qui comme les autres ouvrages de l'époque n'est pas exempte de mille fantasmagories.
Il y divise les Indes en trois parties:
- l’Inde Majeure (India Major) comprise entre Malabar et Machilipatnam au nord du Tamil Nadu[2] ;
- l’Inde Mineure (India Minor), région située à l'ouest de l'Indus[3] ;
- l’Inde Tertiaire (India Tertia),  troisîeme Inde, région proche de l'Éthiopie[3].

Ainsi le Mirabilia de Jourdain contient la première identification précise du Prêtre Jean en Afrique, mais aussi la première description précise de la Mer Noire.
Il décrit ses diverses résidences dans l’Inde Majeure et spécialement Kulam, aussi bien que ses voyages en Arménie, au nord-ouest de la Perse, dans la région du lac Van et en Chaldée. Il fournit également une excellente description des doctrines et coutumes funéraires des Parsi. De l’Inde, il décrit les dieux, les rites et les mœurs hindous, les vaches sacrées, l’artisanat, mais aussi les fruits, oiseaux, animaux et insectes.

### Éditions
De ses deux ouvrages princeps (écrits en latin), le Mirabilia descripta et les Épîtres :
- il n'existe qu'un manuscrit du Mirabilia descripta qui se trouve  au London British Museum, réf. : Additional MSS., 19,513, fols. 3, r.f 2 r.
- il existe trois manuscrits des Épîtres qui se trouvent à la Bibliothèque nationale de France, réf. : 5006 Lat., fol. 182, r., au London, British Museum, réf. : Cotton Nero A IX et à Assise, ms. 431.

- Le texte des Épîtres se retrouve aussi dans :
  - Jacques Quétif, Jacques Échard, Scriptores ordinis praedicatorum, i. 549-550 (Épître I.)
  - Luc de Wadding, Annales minorum, vi. 359-361 (Épître II.)
- le texte du Mirabilia se retrouve dans le Recueil de voyages et mémoires, iv. i68 CH 5 (1839). Société de Géographie. Paris.
- les Lettres papales mentionnant Jourdain se retrouvent dans : Odericus Raynaldus, Annales Ecclesiastici (en), 1330, f lv. and lvii (Avril 8; février 14).

## La date de sa mort
Comme celle de sa naissance, elle est inconnue, mais il est impossible de trouver une seule référence d’époque, mentionnant l’évêque Jourdain postérieure au 8 avril 1330.